# 北海道道1023号上德志别乙忠部线
北海道道1023号上德志別乙忠部線（日语：北海道道1023号上徳志別乙忠部線）是一条北海道枝幸町市内的普通道级道路（北海道道）。

## 道路概况
- 起点：北海道枝幸郡枝幸町歌登上德志別（＝北海道道120号美深中顿别线交点）
- 終点：北海道枝幸郡枝幸町乙忠部（＝国道238号交点）
- 总長：10.2千米

## 经过的自治体
- 宗谷綜合振興局
  - 枝幸郡枝幸町

## 主要连接道路
- 枝幸町
  - 北海道道120号美深中顿别线
  - 国道238号

## 历史
- 1982年9月30日 路線勘定。

该线路过去曾是乙忠部中頓別線（路線编号165，1957年3月31日勘定）的一部分。当上德志別和中頓別之间区段变成美深中頓别線的一部分时，剩余区段重新勘定为当前路线。